# Нестеренко Максим Сергійович
Макси́м Сергі́йович Нестере́нко (нар. 24 листопада 1995, Київ, Україна) — український футболіст, захисник хмельницького «Поділля».

## Життєпис
Народився в місті Києві. Із семирічного віку займався футболом у ДЮСШ імені Валерія Лобановського. Першими тренерами були Олександр Шпаков і Олексій Дроценко. На рівні ДЮФШ Нестеренко разом із юнацькою командою здобув чимало титулів, серед яких чемпіонат України та Кубок Києва, Кубок пам'яті загиблих футболістів 2005—2006, Кубок Миколи Балакіна 2006—2007, Кубок Федора Медвідя 2007—2008, Кубок Коломяги 2006, Кубок Віктора Баннікова 2008, Кубок пам'яті Віктора Голубєва 2010.
У 2012 році потрапив у заявку гравців у віковій категорії до 19 років та молодіжної команди «біло-синіх». Згодом провів свій перший виступ за юнацьку збірну України до 17 років.
25 листопада 2015 року провів свій перший виступ на професіональному рівні в зустрічі проти МФК «Миколаїв», яка закінчилася нічиєю.
1 вересня 2016 року був офіційно дозаявлений до складу хмельницького «Поділля».